# Arabis glabra
Arabis glabra es una especie de planta de la familia Brassicaceae. 

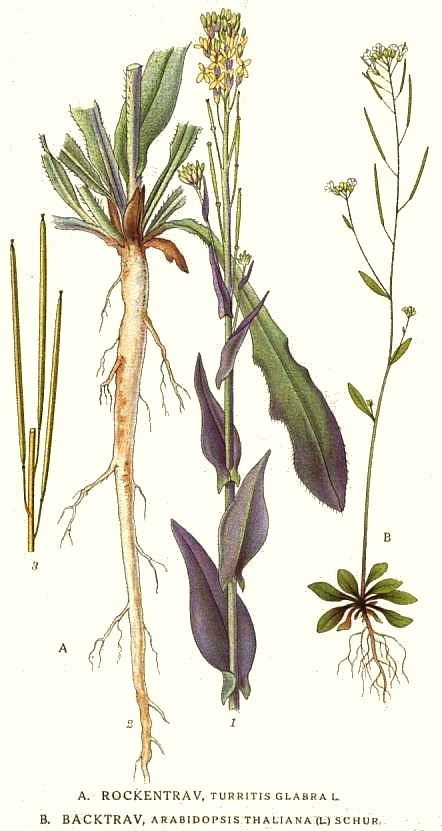
Ilustración

## Distribución geográfica
Es nativa de Europa, Asia y norte de África, también se encuentra distribuida ampliamente por Norteamérica. Se puede encontrar en muchas otras partes del mundo como una especie introducida.

## Descripción
Es una planta con el tallo alto, delgado, de color  gris-verde con flores pequeñas de color cremoso que se desarrollan en la parte superior del tallo. Por lo general crece en terrenos pobres o suelos arenosos, en situaciones abiertas. 
Se clasifica como una especie amenazada en el Reino Unido y se considera que se está enfrentando a un riesgo muy alto de extinción en estado silvestre. Es clasificada como una especie prioritaria en el marco del Reino Unido Plan de Acción sobre Biodiversidad. Sólo 35 lugares se registran por Plantlife sobre todo en Norfolk, (donde 100 plantas se encontraron en un nuevo lugar en 1999) que incluye cerca de 6 parcelas cerca de Kidderminster en Worcestershire. 

## Taxonomía
Arabis collina fue descrita por (L.) Bernh. y publicado en Systematisches Verzeichnis 195. 1800.
Etimología
Arabis: nombre genérico que deriva de la palabra griega  usada para "mostaza" o "berro", y la palabra griega para Arabia, quizás refiriéndose a la capacidad de estas plantas para crecer en suelos rocosos o arenosos.
glabra: epíteto latino que significa "sin pelosidad".
Sinonimia
- Turritis glabra L.
- Arabis turrita L.

## Nombres comunes
- Castellano: torreada, torrreada.[4]